# Файславиці (гміна)
Гміна Файславі́це (пол. Gmina Fajsławice) — сільська гміна у східній Польщі. Належить до Красноставського повіту Люблінського воєводства. Центр — село Файславіце (Файславиці).
Станом на 31 грудня 2011 у гміні проживало 4831 особа.

## Площа
Згідно з даними за 2007 рік площа гміни становила 70.69 км², у тому числі:
- орні землі: 90.00 %
- ліси: 4.00 %

Таким чином, площа гміни становить 6.21 % площі повіту.

## Населення
Станом на 31 грудня 2011:
| Опис     | Загалом | Загалом | Чоловіки | Чоловіки | Жінки | Жінки |
| -------- | ------- | ------- | -------- | -------- | ----- | ----- |
| одиниця  | осіб    | %       | осіб     | %        | осіб  | %     |
| все      | 4831    | 100     | 2366     | 48.98    | 2465  | 51.02 |
| міське   | 0       | 100     | 0        |          | 0     |       |
| сільське | 4831    | 100     | 2366     | 48.98    | 2465  | 51.02 |

## Сусідні гміни
Гміна Файславіце межує з такими гмінами: Лопенник-Ґурни, Пяски, Рибчевіце, Травники.